# 朝光寺
朝光寺（ちょうこうじ）は兵庫県加東市にある仏教寺院。山号を鹿野山（ろくやさん）と称する。宗派は高野山真言宗、本尊は2躯の十一面千手千眼観世音菩薩立像である。
法道仙人が651年に開基したという伝承をもつ。本堂は国宝に、鐘楼は国の重要文化財に指定されている。

## 歴史
伝承によれば、651年、法道仙人が権現山に開基したとされる。法道は天竺（インド）から紫の雲に乗って日本へやって来たと伝えられる、半ば伝説上の人物である。法道開基伝承をもつ寺院は兵庫県東部地域に多数あり、当寺もその1つである。当寺の創建の詳しい事情や初期の歴史については、史料が乏しく、あまり明確でない。
- 1189年 - つくばねの滝近くの現在地に移転、再建
- 1413年 - 本堂再建。京都・三十三間堂の十一面千手千眼観世音菩薩立像のうちの1躯を本尊（西本尊）として安置
- 1504～20年 -  赤松義村が再興。

## 本堂
大正12（1923）年3月、重要文化財（建造物）、昭和29（1954）年3月、国宝に指定。寄棟造、本瓦葺き。厨子裏板の墨書により応永20年（1413年）に本尊を移し、正長元年（1428年）に屋根の瓦葺きが完成したことがわかる。建築年代の明らかな、室町時代密教仏堂の代表作の1つであり、和様に禅宗様の要素を加味した「折衷様」建築の代表例でもある。
堂は桁行（間口）7間、梁間（側面）7間で、正面に3間の向拝を付す（「間」は長さの単位ではなく、柱間の数を表す用語。以下も同じ）。向拝は文政12年（1829年）に付加されたものである。組物は出組、中備（なかぞなえ）は双斗（ふたつど）とする。堂内は手前の梁間3間分を外陣ととする。その奥は中央の桁行5間×梁間3間を内陣とし、その左右に脇陣、後方に後陣を設ける。内外陣境は下を格子戸、上を菱格子の欄間とする。柱間装置は正面の中央5間と側面の手前から2間目および3間目を桟唐戸とし、正面の左右両端間と側面の前端間を連子窓とする。

## 文化財

### 国宝
- 本堂 - 解説は既出

### 重要文化財
- 鐘楼- 袴腰付、寄棟造
- 木造千手観音立像（2019年度指定）[3] - 通称西本尊

### 兵庫県指定文化財
- 木造千手観音立像 - 通称東本尊
- 多宝塔

## 行事
- 5月5日― 鬼追踊（兵庫県指定重要無形民俗文化財）

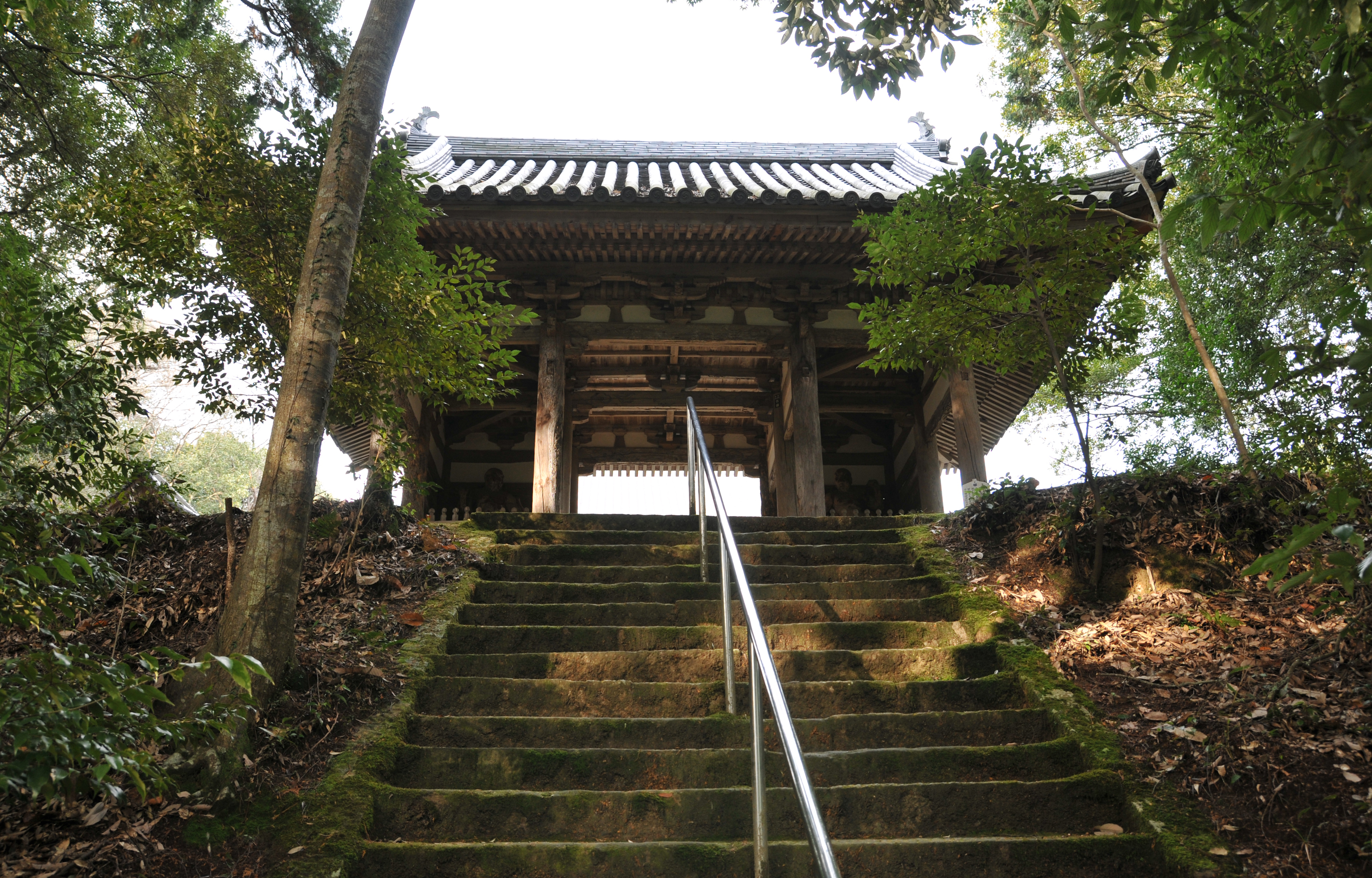
山門
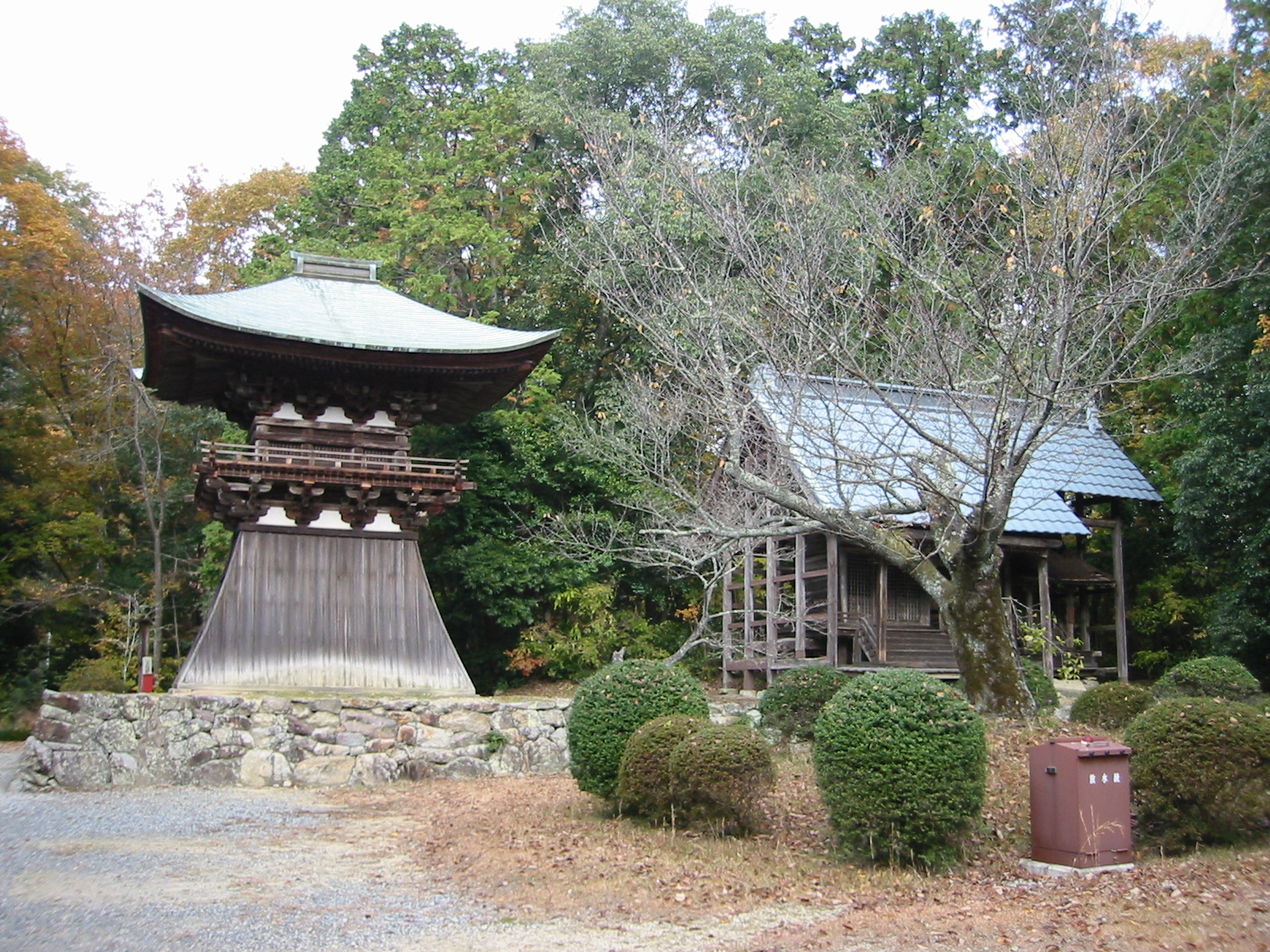
鐘楼と鎮守社、護法社
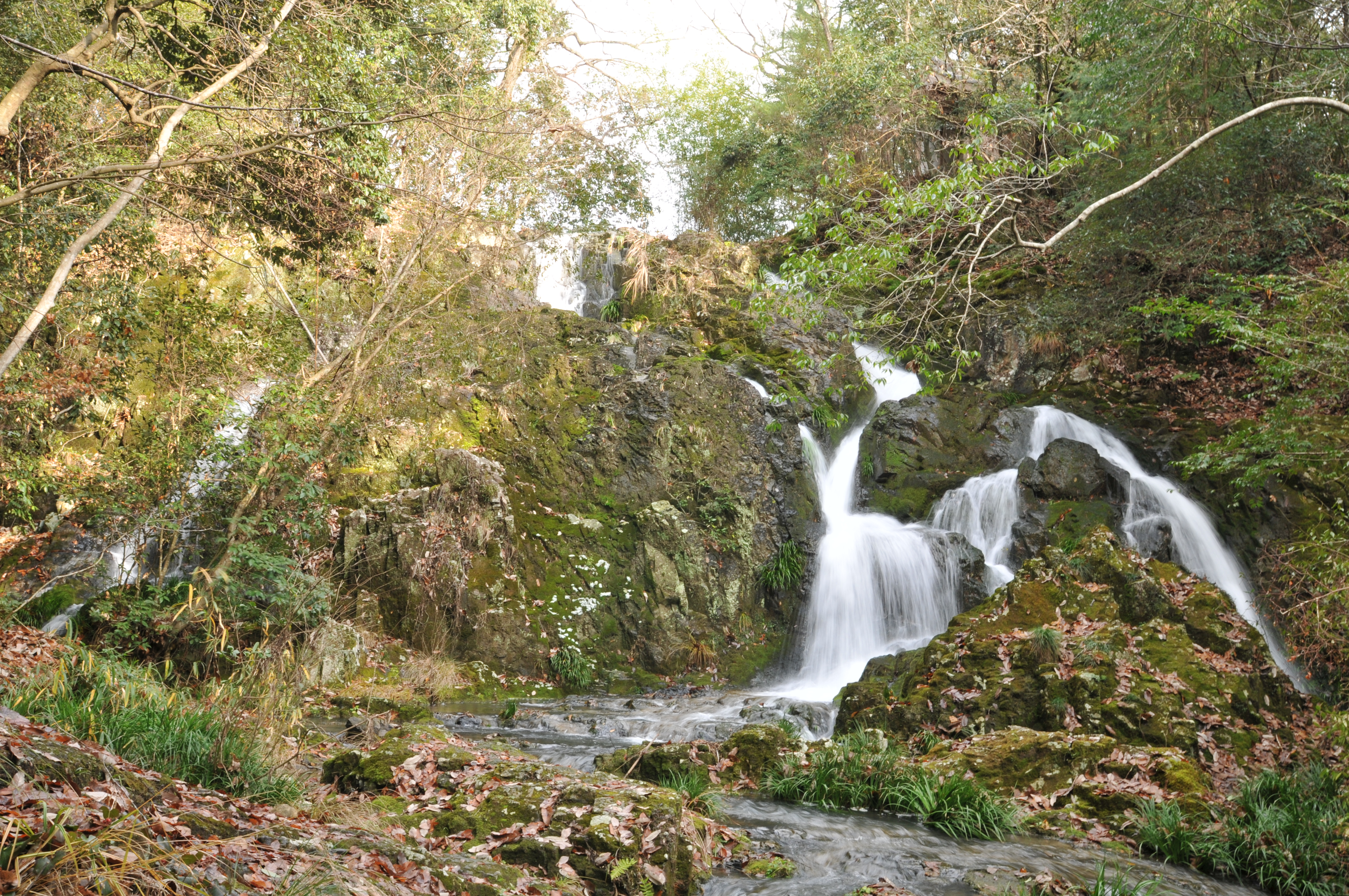
つくばねの滝

## 近隣情報
- 吉祥院
- 朝光寺寺務所
- 総持院
- 東条湖
- 清水寺

## 交通アクセス
- 自動車
  - E2A 中国自動車道ひょうご東条ICから車で約15分[4]
- 公共交通機関
  - 西日本旅客鉄道（JR西日本）加古川線社町駅からタクシー約20分
  - 西日本旅客鉄道（JR西日本）加古川線社町駅からバスで20分、神姫バス停「上久米朝光寺口」より徒歩約1時間[5]

### 拝観料・拝観時間
- 拝観料:無料
- 拝観時間:随時